# Gare de Raleigh
La gare de Raleigh est une gare ferroviaire des États-Unis, située sur le territoire de la ville de Raleigh dans l'État de Caroline du Nord.

## Histoire
Elle a été construite en 1950 par la Southern Railway et n'a eu aucun service voyageurs entre 1964 et 1985.

## Service des voyageurs

### Desserte
Elle est desservie par des liaisons longue-distance Amtrak:
- Le Carolinian: New York (New York) - Charlotte (Caroline du Nord)
- Le Piedmont: Vers Charlotte (Caroline du Nord)
- Le Silver Star et le Silver Meteor: New York (New York)  - Miami (Floride)